# Jim Nicholson (États-Unis)
Pour les articles homonymes, voir Jim Nicholson, Rob Nicholson et Nicholson.
Robert James Nicholson dit Jim Nicholson, né le 4 février 1938 à Struble (Iowa), est un homme politique américain. Membre du  Parti républicain, il est secrétaire aux Anciens combattants entre 2005 et 2007 dans l'administration du président George W. Bush.

## Biographie
Jim Nicholson est né à Struble, Iowa, en 1938, dans une famille catholique irlandaise de sept enfants.
Diplômé de l'académie militaire de West Point, il sert pendant trente ans dans l'armée dont huit en service actif au Viêt Nam. Il termina sa carrière militaire avec le rang de colonel.
De 1997 à 2000, il préside le Comité national républicain, organe administratif de la direction du parti.
De 2001 à 2005, il est ambassadeur des États-Unis au Vatican
En janvier 2005, il devient le cinquième secrétaire aux Anciens combattants à l'occasion du second mandat de George W. Bush.
Le 17 juillet 2007, il annonce sa démission. Elle prend effet le 1er octobre 2007, il est remplacé, pour interim, par le secrétaire adjoint Gordon H. Mansfield puis par James Peake.